# Petrivka, Petropavlivka
Petrivka (în ucraineană Петрівка) este localitatea de reședință a comunei Petrivka din raionul Petropavlivka, regiunea Dnipropetrovsk, Ucraina.

## Demografie
Componența lingvistică a localității Petrivka
     Ucraineană (93,81%)
     Rusă (6,19%)
Conform recensământului din 2001, majoritatea populației localității Petrivka era vorbitoare de ucraineană (93,81%), existând în minoritate și vorbitori de rusă (6,19%).